# Sarmede
Sarmede település Olaszországban, Veneto régióban, Treviso megyében. Lakosainak száma 2974 fő (2023. január 1.). Sarmede Caneva, Cappella Maggiore, Cordignano és Fregona községekkel határos.

## Népesség
A település népességének változása:
| Lakosok száma | 3054 | 3061 | 2974 |
|               | 2017 | 2018 | 2023 |

## Híres szülöttjei
- Gianni De Biasi labdarúgó, edző